# Kolderwolde
Kolderwolde (en frison : Kolderwâlde) est un village de la commune néerlandaise de De Fryske Marren, situé dans la province de Frise.

## Géographie
Le village est situé dans l'ouest de la commune, en limite de celle de Súdwest-Fryslân.

## Histoire
Kolderwolde est un village de la commune d'Hemelumer Oldeferd avant le 1er janvier 1984. Il fait ensuite partie de Gaasterlân-Sleat jusqu'au 1er janvier 2014, date à laquelle celle-ci fusionne avec Lemsterland et Skarsterlân pour former la nouvelle commune de De Friese Meren, devenue De Fryske Marren en 2015.

## Démographie
Le 1er janvier 2018, le village comptait 55 habitants.